# تلمبه سروشیان
تلمبه سروشیان یک منطقهٔ مسکونی در ایران است که در دهستان زنگی‌آباد واقع شده‌است. تلمبه سروشیان ۳۱ نفر جمعیت دارد.